# 歩く方舟
歩く方舟（あるくはこぶね、英：Walking Ark）は、美術家の山口啓介が制作した彫刻作品。2013年に開催された第２回瀬戸内国際芸術祭で香川県高松市の男木島に設置。

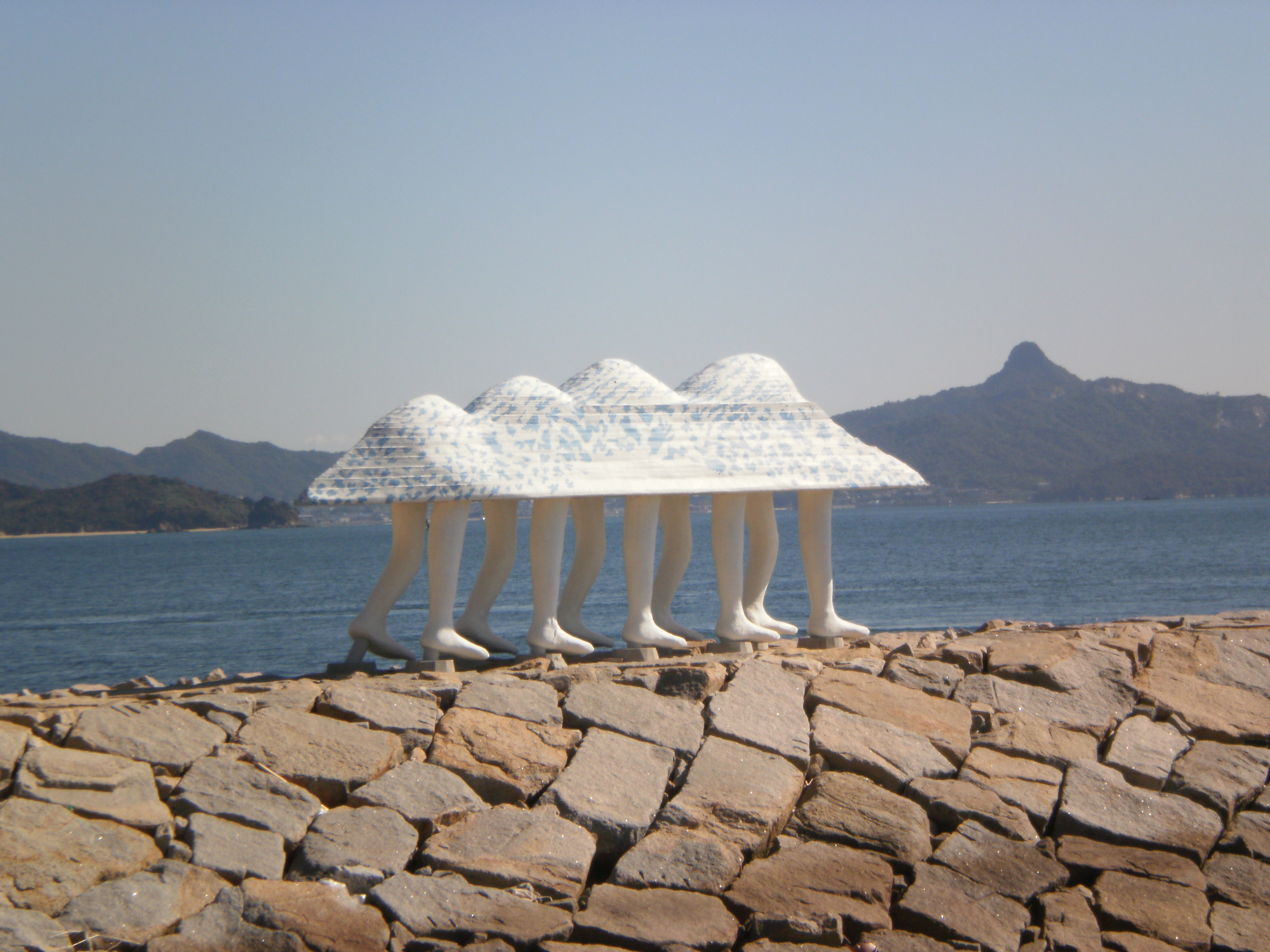
歩く方舟（男木島）

旧約聖書「ノアの方舟」に想を得た立体作品。高さ約2.9ｍ、長さ約6.8m、幅約2.5m。屋島、五剣山、高松市を望む海岸沿いの防波堤に海に向かって歩き出すような姿で立っている。10本の脚と、4つの山をもつ。